# Ludwig Keller
Ludwig Keller, född 28 mars 1849 i Fritzlar, Kurhessen, död 9 mars 1915 i Charlottenburg, var en tysk historiker och arkivarie.
Keller blev 1881 föreståndare för statsarkivet i Münster och 1895 arkivråd vid geheimestatsarkivet i Berlin. Han författade Die Gegenreformation in Westfalen und am Niederrhein (tre band, 1881-95) och andra arbeten rörande reformationstiden.
Keller stiftade den 10 oktober 1891 i Berlin "Comenius-sällskapet" (Die Comeniusgesellschaft) ett sällskap med syfte att verka i Johan Amos Comenius anda. Keller var utgivare för sällskapets publikationer, "Monatshefte" (från 1892), "Comenius-Blätter für Volkserziehung" och "Vorträge und Aufsätze" (båda från 1893). Han författade även Die Comeniusgesellschaft (1893 och 1902).